# Čestice (Boêmia do Sul)
Čestice é uma comuna checa localizada na região da Boêmia do Sul, distrito de Strakonice.